# Касін
Касін (ісп. Cacín) — муніципалітет в Іспанії, у складі автономної спільноти Андалусія, у провінції Гранада. Населення — 618 осіб (2010).
Муніципалітет розташований на відстані близько 370 км на південь від Мадрида, 30 км на південний захід від Гранади.
На території муніципалітету розташовані такі населені пункти: (дані про населення за 2010 рік)
- Касін: 329 осіб
- Ель-Турро: 289 осіб

## Демографія
Динаміка населення (INE ):

## Галерея зображень

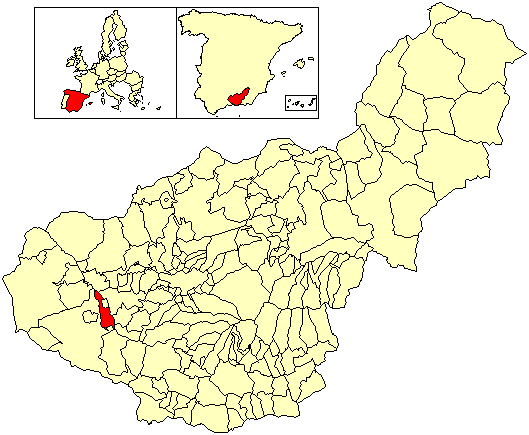
Розташування муніципалітету Касін у провінції Гранада